# حسن پاک‌اندام
حسن پاک‌اندام (۱۹ مهٔ ۱۹۳۴ – ۱۶ ژوئیهٔ ۲۰۱۳) یک بوکسور اهل ایران بود.
وی در قطعه ۲۵۵ نام آوران و مشاهیر بهشت زهرای تهران به خاک سپرده شده است.